# Saint-Blaise (Alvernia-Rodano-Alpi)
Saint-Blaise è un comune francese di 276 abitanti situato nel dipartimento dell'Alta Savoia nella regione dell'Alvernia-Rodano-Alpi.

## Società

### Evoluzione demografica
Abitanti censiti